# Umberto Cisotti
Umberto Cisotti (* 26. Februar 1882 in Voghera; † 6. Juli 1946 in Mailand) war ein italienischer Mathematiker, Ingenieur und Physiker.
Cisotti erwarb seinen Laurea-Abschluss 1903 an der Universität Padua und war dann Schullehrer. 1907 bis 1913 war er Assistent von Tullio Levi-Civita in Padua und 1913 gewann er den Wettbewerb für die Professur für mathematische Physik in Padua. Danach ging er ans Polytechnikum in Mailand, wo er Mechanik und Analysis lehrte und 1921 Professor für Rationale Mechanik wurde. Er lehrte auch an der Universität Mailand nach ihrer Gründung (1923) und war einer der Gründer des Seminars für Mathematik und Physik an der Universität.
Er befasste sich insbesondere mit Hydrodynamik, zum Beispiel dem Paradoxon von d’Alembert und Wellenerzeugung durch Schiffe. Dabei wandte er Methoden der komplexen Analysis an und er interessierte sich auch für Anwendungen der Tensoranalysis.
1924 erhielt er den Mathematik-Preis der Accademia dei XL. Er war Mitglied der Accademia dei Lincei und des Istituto Lombardo.

## Schriften
- Meccanica razionale, 5. Auflage, Libreria Editrice Politecnica, Mailand 1945
- Analisi matematica, Libreria editrice politecnica C. Tamburini, 1946